# Leptodesmus dorbignyi
Leptodesmus dorbignyi är en mångfotingart som beskrevs av Henri W. Brölemann 1900. Leptodesmus dorbignyi ingår i släktet Leptodesmus och familjen Chelodesmidae. Inga underarter finns listade i Catalogue of Life.